# Bhai Dharam Singh ji
Bhai Dharam Singh ji, född omkring 1666 i Hastinapur, 35 km nordöst om Meerut, död 1708, var en av sikhismens Panj Piare ("fem älskade"), föregångare till khalsa.